# Liste der Wappen im Bezirk Baden
Diese Liste beinhaltet – geordnet nach der Verwaltungsgliederung – alle in der Wikipedia gelisteten Wappen des Baden (Niederösterreich). In dieser Liste werden die Wappen mit dem Gemeindelink angezeigt. Die Fußnoten verweisen auf die Blasonierung des entsprechenden Wappens.

## Baden

Alland
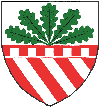
Altenmarkt an der Triesting
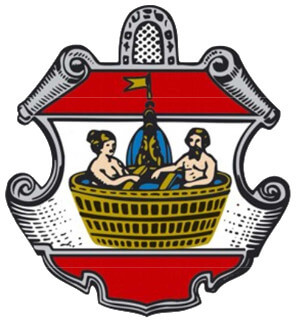
Baden
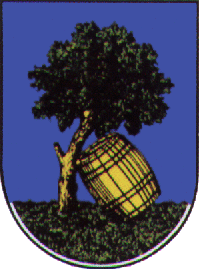
Bad Vöslau
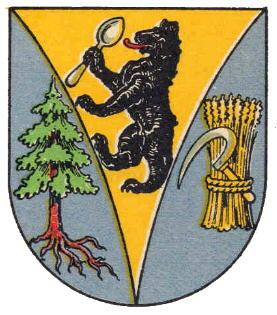
Berndorf
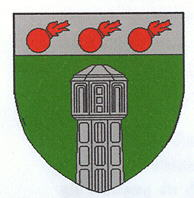
Blumau-Neurißhof
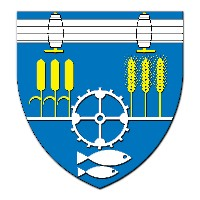
Ebreichsdorf
Enzesfeld-Lindabrunn[2]
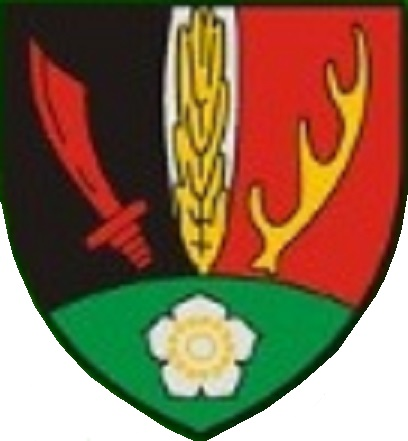
Furth an der Triesting
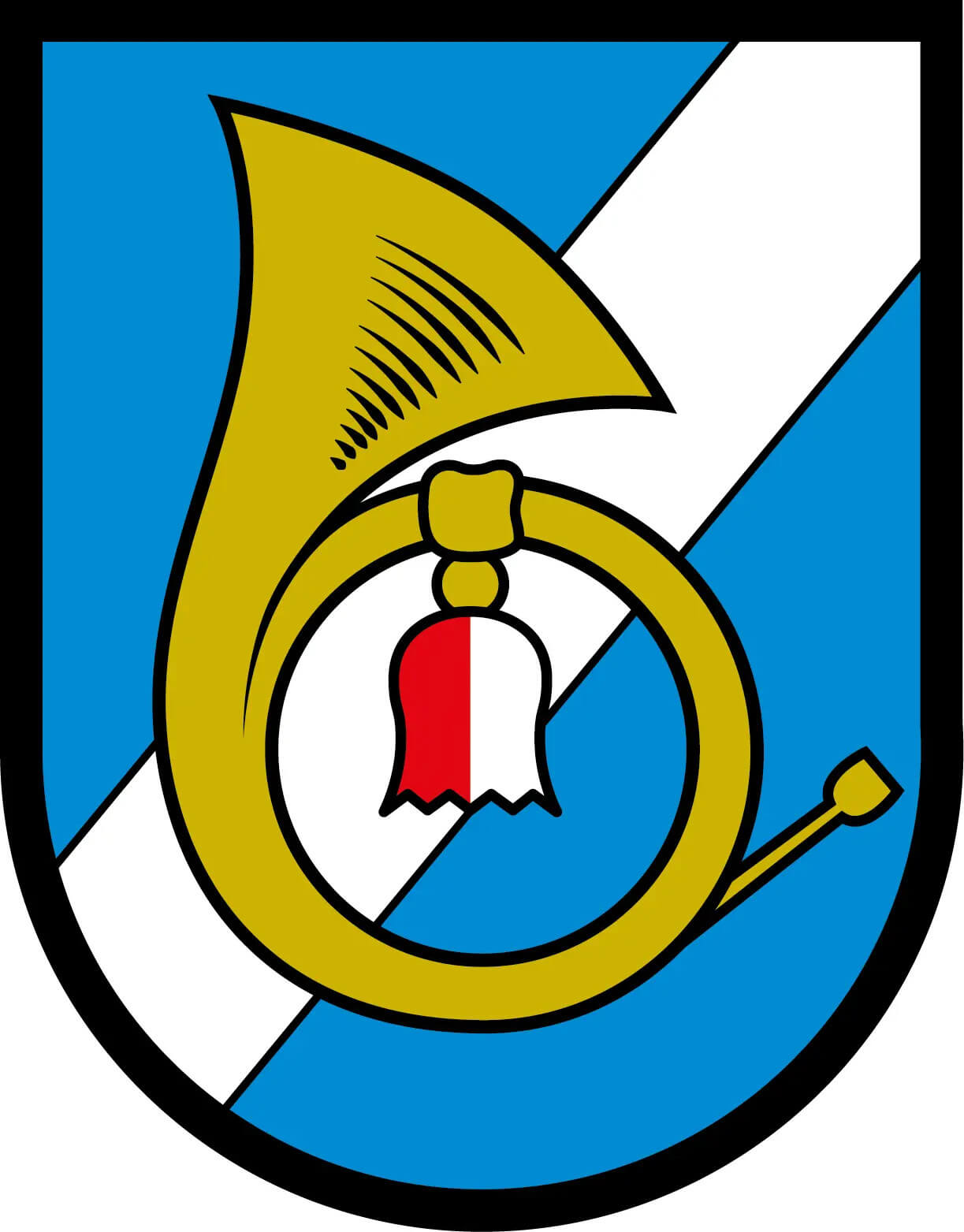
Günselsdorf
Heiligenkreuz
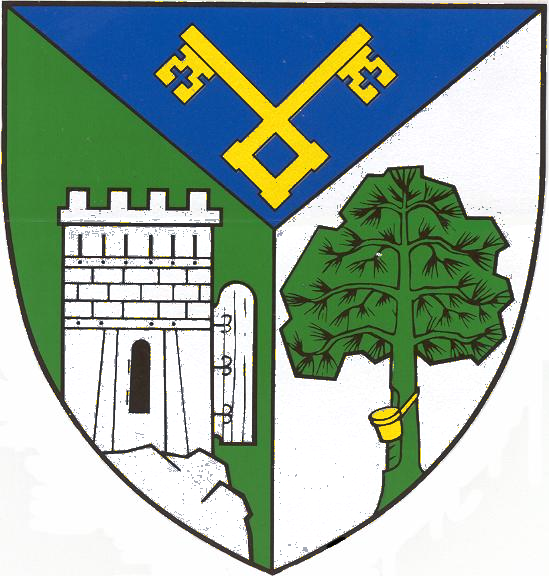
Hernstein
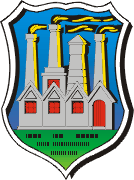
Hirtenberg
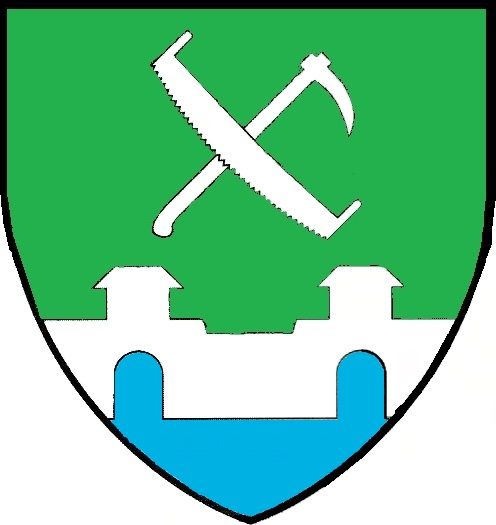
Klausen-Leopoldsdorf
Kottingbrunn
Leobersdorf
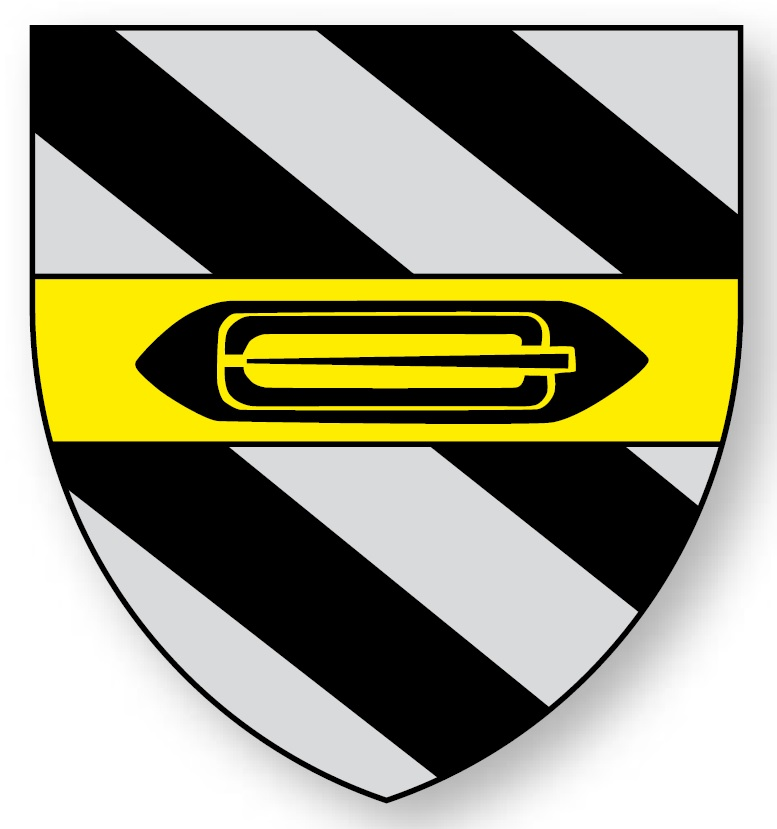
Mitterndorf an der Fischa
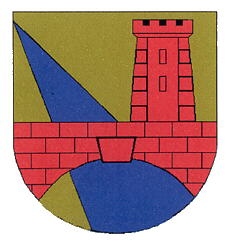
Oberwaltersdorf
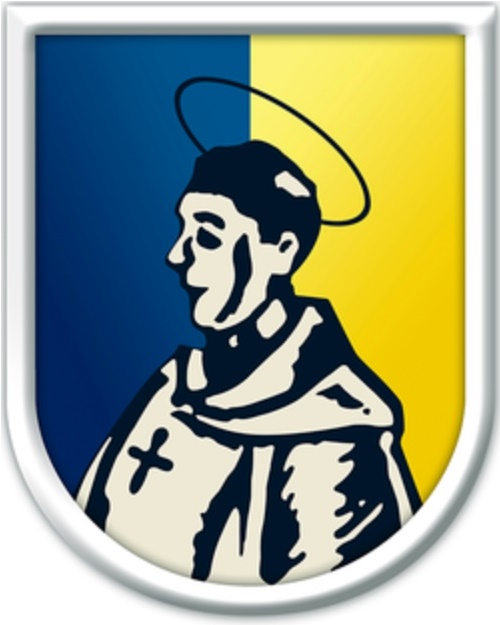
Pfaffstätten
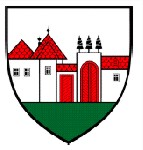
Pottendorf
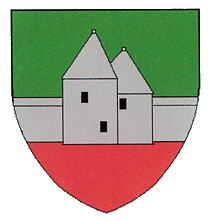
Pottenstein
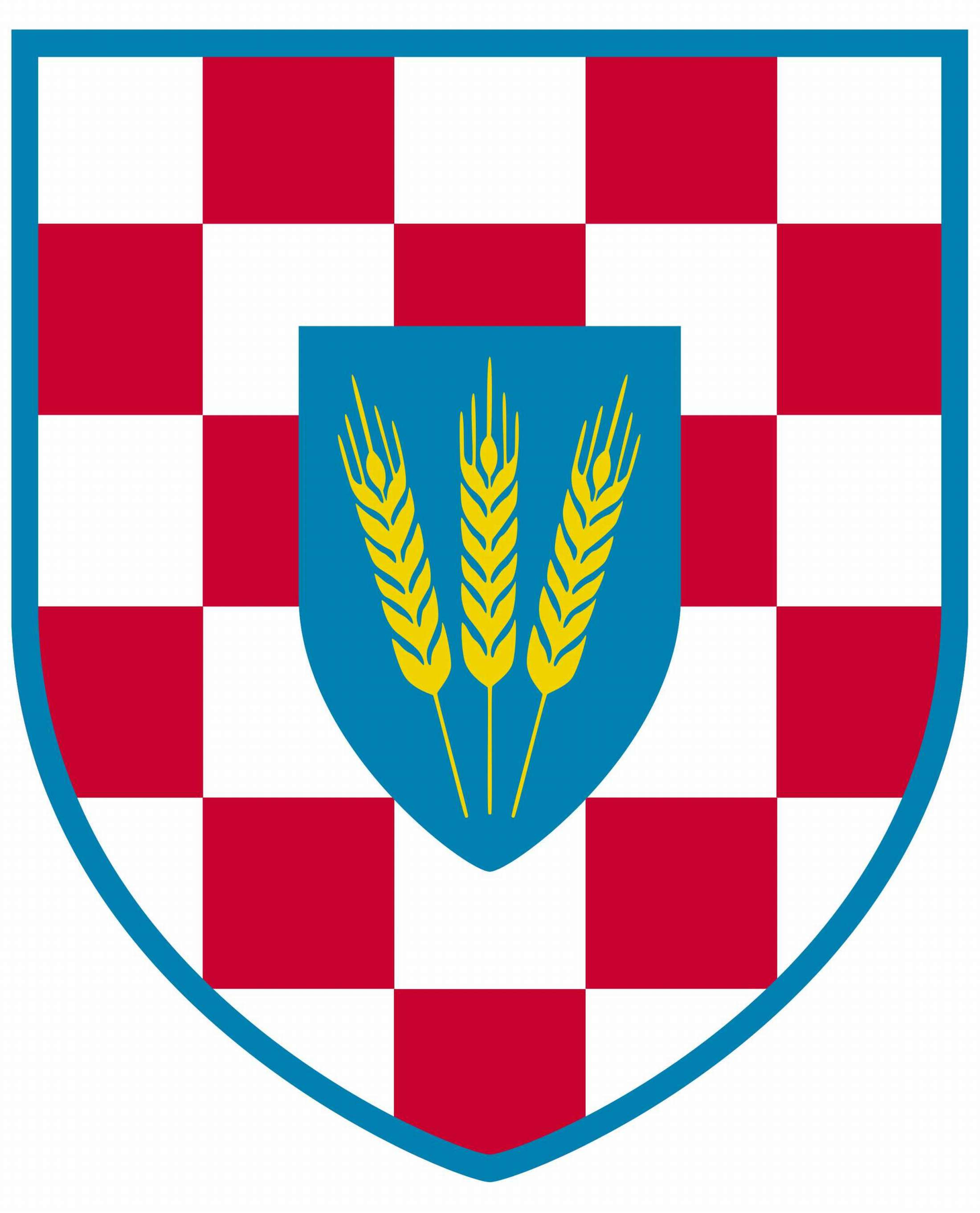
Reisenberg
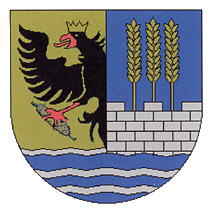
Schönau an der Triesting
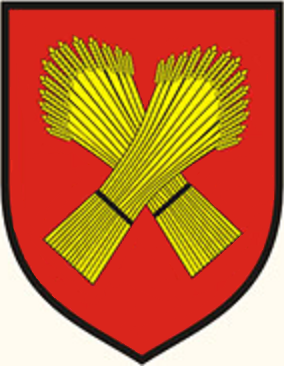
Seibersdorf
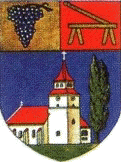
Sooß
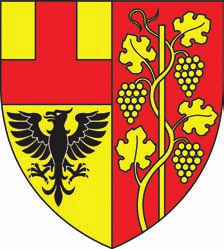
Tattendorf
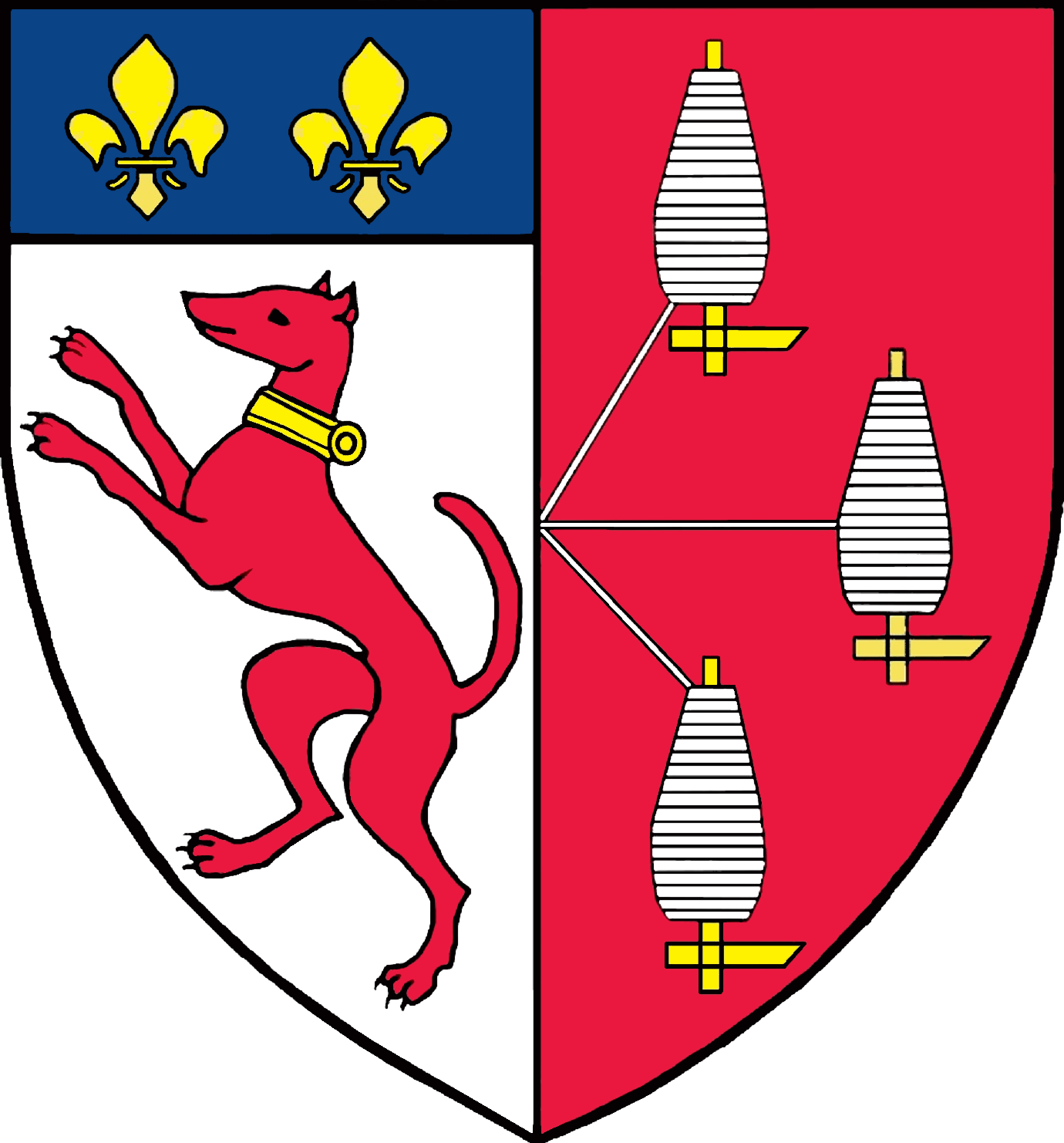
Teesdorf
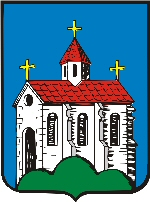
Traiskirchen
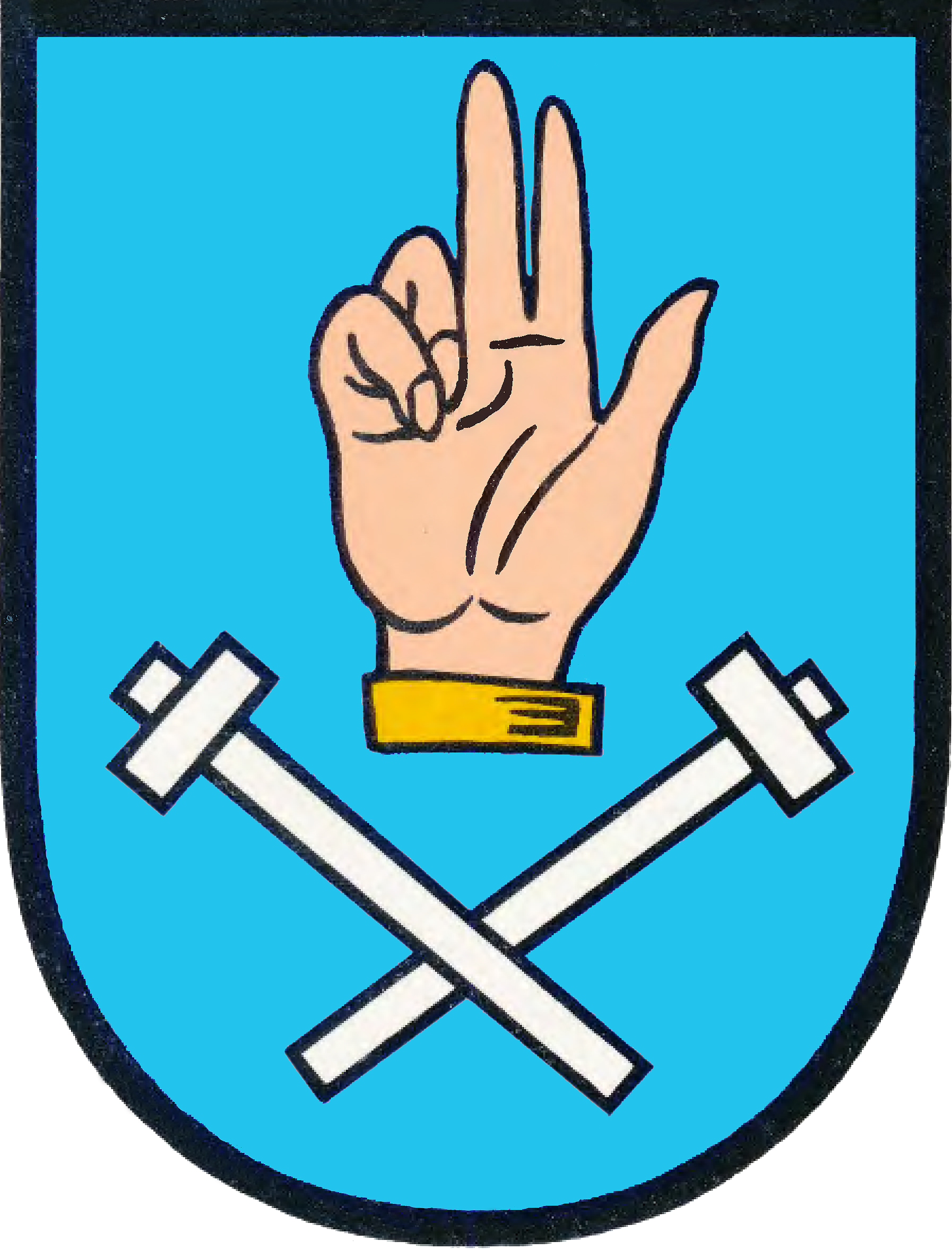
Trumau
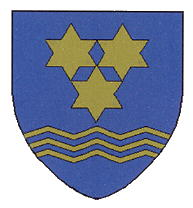
Weißenbach an der Triesting

## Blasonierungen
1. ↑  Blumau-Neurißhof: In Grün unter einem silbernen – mit drei schräglinks gestellten roten Bomben, aus denen Flammen schlagen, belegten – Schildeshaupt ein aus dem Schildesfuß wachsender silberner Wasserturm.
2. ↑  Enzesfeld-Lindabrunn: Im blauen Schild ein schräg rechter weißer Balken, belegt mit drei Lilien; beiderseits des Balkens im Schild, je eine gegen den Rand gerichtete goldene Lilie.
3. ↑  Günselsdorf: In einem blauen Schild eine silberne schräg links führende Straße, über der ein goldenes Horn mit rot - weißer Quaste schwebt.
4. ↑  Hernstein: In einem durch Deichselschnitt geteilten Schild oben in Blau zwei gekreuzte goldene Schlüssel, rechts in Grün ein silberner, gequaderter, auf natürlichem Felsen stehender, mit offenem Tor versehener, zinnenbekrönter Wehrturm, links in Silber eine grüne Föhre mit ebensolchem Stamm, der einen goldenen Harztopf trägt.
5. ↑  Hirtenberg: Im blauen Schild erhebt sich auf grünem Rasen ein silberfarbenes, vierschiffiges Fabriksgebäude, überragt von einem Wasserturm und drei rauchenden Schlöten. Roter Feuerstein leuchtet aus der Tür- und Fensteröffnungen.
6. ↑  Reisenberg: In einem von Silber und Rot geschachteten Schild befindet sich ein mit 3 goldenen Ähren belegtes blaues Herzschild.
7. ↑  Trumau: In einem blauen Schild eine zum Schwur bereite naturfarbene Hand, die über zwei gekreuzten silbernen Hämmern schwebt.